# Палоу, Алекс
Алекс Палоу Монтальбо (исп. Álex Palou Montalbo; род. 1 апреля 1997 года в Сант-Антони-де-Виламажор) — испанский автогонщик, четырёхкратный чемпион IndyCar Series (2021, 2023, 2024, 2025) победитель «500 миль Индианаполиса» в 2025 году. На данный момент является пилотом команды Chip Ganassi Racing в IndyCar Series.

## Карьера

### Картинг
Родился в Сант-Антони-де-Виламажор, начал заниматься картингом в возрасте пяти лет. В 2012 году выиграл чемпионский титул в WSK Euro Series.

### Открытый чемпионат Евроформулы
Алекс дебютировал в формульных чемпионатах в 2014 году в Открытом чемпионате Евроформулы в составе команды Campos Racing. В своём дебютном сезоне одержал три победы, в том числе выиграл первую и последнюю гонки сезона, и занял третье место.

### GP3
В 2015 году Алекс перешёл в GP3, где вновь выступал за команду Campos Racing. Одержал одну победу в последней гонке сезона на Яс Марина в Абу-Даби и по итогам сезона занял десятое место. в 2016 году Алекс продолжил выступление за Campos Racing в GP3, однако выступил хуже, набрал меньше очков (22 против 51) и занял лишь 15-е место.

### Японская Формула-3
В 2017 году Алекс перешёл в Японскую Формулу-3, где выступал в составе команды Threebond with Drago Corse. За сезон одержал три победы и занял третье место.
Помимо выступлений в Японии в 2017 году, Алекс принял участие в трёх этапах Мировой серии Формулы V8 3.5 в составе команды Teo Martín Motorsports, где в дебютном этапе завоевал поул-позиции к двум гонкам, и во второй одержал победу. Также в 2017 году Алекс принял участие в Формуле-2 в заключительных двух этапах в составе команды Campos Racing.

### Чемпионат Европы Формулы-3
В 2018 году Алекс выступал в Чемпионате Европы Формулы-3 в составе команды Hitech Bullfrog GP. За сезон семь раз поднялся на подиум, и занял седьмое место.

### Супер-Формула
В 2019 году Алекс вернулся в Японию, где он выступал в Супер-Формуле за команду TCS Nakajima Racing. Первую поул-позицию и первую победу одержал на Фудзи, доминировав в сырых условиях на трассе. Сражался за чемпионский титул, в последней гонке сезона на Судзуке стартовал с поул-позиции, однако из-за технических проблем с машиной финишировал последним. В течение сезона одержал одну победу, три раза стартовал с поул-позиции и занял третье место.

### IndyCar Series
В июле 2019 года принял участие в тестах машины IndyCar Series команды Dale Coyne Racing на Мид-Огайо. В декабре 2019 года было объявлено, что Алекс дебютирует в IndyCar Series в 2020 году в составе команды Dale Coyne Racing with Team Goh.
В первой гонке сезона 2020 года на овале в Техасе сошёл после столкновения с другим новичком серии Ринусом Викеем. Первый подиум заработал в первой гонке на Роуд Америка, финишировав на третьем месте. По итогам сезона три раза финишировал в топ-10, занял 16-е место и второе место среди новичков, проиграв лучшему Ринусу Викеею 51 очко.
В сезоне 2021 года Алекс перешёл в команду Chip Ganassi Racing, заменив в ней Феликса Розенквиста. Одержал первую победу в первой гонке сезона в Алабаме. Стартовал с поула в первой гонке на овале в Техасе, так как квалификация была отменена из-за дождя и получил поул как лидер чемпионата, в гонке финишировал четвёртым. Финишировал на подиуме на Гран-при Индианаполиса. В 500 милях Индианаполиса сражался за победу с ветераном серии Элио Кастроневесом, упустил победу за два круга до финиша. На Роуд Америка боролся за победу с Джозефом Ньюгарденом, Джозеф успешно отбил все атаки Алекса, однако из-за проблем с коробкой передач он потерял в темпе за два круга до финиша, и Палоу одержал вторую победу в сезоне. Потерял лидерство в очках после схода во второй гонке на Индианаполисе и аварии на овале Гейтвей, но уже в следующей гонке в Портленде вернул лидерство, где сначала завоевал поул-позицию, а в гонке после хаоса на старте и пит-стопа в начале гонки прорвался вперёд и одержал победу. На Лагуна Сека финишировал вторым, впереди основных соперников за титул. Перед финальной гонкой имел преимущество в 35 очков над Пато О’Уордом и 48 очков над Джозефом Ньюгарденом, что означало, что для победы в чемпионате Палоу нужно финишировать не ниже 11-й позиций независимо от результатов соперников. В финальной гонке в Лонг-Бич финишировал четвёртым, в то время как Ньюгарден — второй, а О’Уорд сошёл с дистанции, и Палоу завоевал чемпионский титул. Палоу стал первым чемпионом IndyCar Series из Испании, и впервые с 2003 года стал чемпионом, который моложе 25 лет. Также впервые с 2011 года, Алекс стал первым пилотом в Chip Ganassi Racing, кому удалось опередить Скотта Диксона в чемпионате.
В первой гонке сезона 2022 года в Сент-Питерсберге Палоу боролся за победу со Скоттом Маклохлином, в итоге финишировал вторым. В 500 милях Индианаполиса стартовал с первого ряда со второй позиции, в гонке финишировал девятым. На Роуд Америка столкнулся со своим напарником по команде Маркусом Эрикссоном и сошёл с гонки. Единственную победу в сезоне одержал в заключительной гонке сезона на Лагуна Сека. По итогам сезона занял пятое место.
Несмотря на спор с контрактом, Алекс продолжил выступать за Chip Ganassi Racing. Первую победу одержал на дорожной трассе в Индианаполисе. Завоевал поул-позицию в 500 милях Индианаполиса, в первой половине гонки держался в лидирующей группе, однако потерял шансы на победу из-за ошибки Ринуса Викея во время пит-стопа, где он потерял управление и столкнулся с Алексом, но тем не менее Алекс сумел финишировать четвёртым. В дальнейшем Алекс выиграл три гонки подряд и вышел в лидеры личного зачёта. В предпоследней гонке сезона в Портленде одержал победу и досрочно стал чемпионом.

#### Скандал из-за контракта с McLaren
12 июля 2022 года Chip Ganassi Racing выпустила пресс-релиз о продлении контракта, в котором были опубликованы цитаты босса команды и гонщика. Однако спустя несколько часов Палоу в социальных сетях объявил, что этот пресс-релиз ошибочный, приписываемых ему слов он не говорил, а сам он собирается покинуть команду по окончании сезона. Спустя еще какое-то время команда McLaren выпустила пресс-релиз, в котором сообщила о контракте с Палоу, при этом не уточнив, в какой серии он будет выступать. 27 июля Chip Ganassi Racing подала гражданский иск против Палоу. 14 сентября Палоу сообщил, что останется в Chip Ganassi Racing в 2023 году. Сама же команда в пресс-релизе сообщила, что новое соглашение с гонщиком даёт ему возможность участвовать в тестах автомобилей других гоночных серий, если это не противоречит обязательствам в IndyCar Series. Следом McLaren объявила, что Палоу примет участие в тестах автомобиля Формулы-1 MCL35M. В дальнейшем Алекс принял участие в первой сессии свободных заездов на Гран-при США 2022 года в составе команды McLaren. В декабре 2022 года McLaren объявила, что в сезоне 2023 года Алекс будет исполнять обязанности резервного гонщика команды.
Планировалось, что по окончании сезона 2023 года в IndyCar Series Палоу перейдёт в Arrow McLaren. В августе 2023 года исполнительный директор McLaren Зак Браун обвинил Палоу в нарушении контрактных обязательств на 2024 год — Алекс решил остаться в Chip Ganassi Racing. Позже стало известно, что McLaren подала в суд на гонщика.

## Результаты выступлений

### Общая статистика
| Сезон | Серия                          | Команда                         | Гонки            | Победы           | Поулы            | Л/Круги          | Подиумы          | Очки             | Место            |
| ----- | ------------------------------ | ------------------------------- | ---------------- | ---------------- | ---------------- | ---------------- | ---------------- | ---------------- | ---------------- |
| 2014  | Открытый чемпионат Евроформулы | Campos Racing                   | 16               | 3                | 3                | 4                | 11               | 242              | 3                |
| 2014  | Испанская Формула-3            | Campos Racing                   | 12               | 3                | 3                | 5                | 10               | 443              | 2                |
| 2014  | Гран-при Макао                 | Fortec Motorsports              | 1                | 0                | 0                | 0                | 0                | -                | 16               |
| 2014  | BRDC Формула-4                 | Sean Walkinshaw Racing          | 3                | 0                | 0                | 0                | 0                | 48               | 23               |
| 2015  | GP3                            | Campos Racing                   | 18               | 1                | 0                | 1                | 1                | 51               | 10               |
| 2016  | GP3                            | Campos Racing                   | 18               | 0                | 0                | 0                | 1                | 22               | 15               |
| 2017  | Японская Формула-3             | Threebond with Drago Corse      | 20               | 3                | 5                | 3                | 10               | 102              | 3                |
| 2017  | Гран-при Макао                 | Threebond with Drago Corse      | 1                | 0                | 0                | 0                | 0                | -                | 11               |
| 2017  | Формула V8 3.5                 | Teo Martín Motorsport           | 6                | 1                | 3                | 1                | 3                | 68               | 10               |
| 2017  | Формула-2                      | Campos Racing                   | 4                | 0                | 0                | 0                | 0                | 5                | 21               |
| 2018  | Чемпионат Европы Формулы-3     | Hitech Bullfrog GP              | 30               | 0                | 0                | 2                | 7                | 204              | 7                |
| 2018  | Гран-при Макао                 | B-Max Racing Team               | 1                | 0                | 0                | 0                | 0                | -                | НФ               |
| 2019  | Супер-Формула                  | TCS Nakajima Racing             | 7                | 1                | 3                | 2                | 1                | 26               | 3                |
| 2019  | Super GT — GT300               | McLaren Customer Racing Japan   | 7                | 0                | 1                | 0                | 1                | 20               | 15               |
| 2020  | IndyCar Series                 | Dale Coyne Racing with Team Goh | 14               | 0                | 0                | 1                | 1                | 238              | 16               |
| 2021  | IndyCar Series                 | Chip Ganassi Racing             | 16               | 3                | 2                | 3                | 7                | 549              | 1                |
| 2022  | IndyCar Series                 | Chip Ganassi Racing             | 17               | 1                | 0                | 3                | 6                | 510              | 5                |
| 2022  | IMSA SportsCar Championship    | Cadillac Racing                 | 1                | 0                | 0                | 1                | 0                | 266              | 24               |
| 2023  | IndyCar Series                 | Chip Ganassi Racing             | 17               | 5                | 2                | 4                | 10               | 656              | 1                |
| 2023  | Формула-1                      | McLaren F1 Team                 | Резервный гонщик | Резервный гонщик | Резервный гонщик | Резервный гонщик | Резервный гонщик | Резервный гонщик | Резервный гонщик |

### IndyCar Series
| Легенда к таблице | Легенда к таблице            |
| Цвет              | Результат                    |
| ----------------- | ---------------------------- |
| Золотой           | Победитель                   |
| Серебро           | Второе место                 |
| Бронза            | Третье место                 |
| Зелёный           | 4-е и 5-е место              |
| Светло-синий      | 6-е — 10-е место             |
| Тёмно-синие       | Финиш вне Top10              |
| Пурпурный         | Не финишировал               |
| Красный           | Не прошёл квалификацию (НПК) |
| Коричневый        | Снялся с этапа (Wth)         |
| Чёрный            | Дисквалификация (ДК)         |
| Белый             | Не стартовал (НС)            |
| Бесцветный        | Не участвовал (НУ)           |
| Бесцветный        | Не соревновался              |
| Жирный            | Поул-позиция (1 очко)        |
| Курсив            | Прошёл быстрейший круг       |

| Сезон     | Команда                         | Шасси        | Двигатель | 1      | 2      | 3     | 4     | 5      | 6      | 7       | 8      | 9      | 10     | 11     | 12     | 13     | 14     | 15    | 16     | 17    | Место | Очки |
| --------- | ------------------------------- | ------------ | --------- | ------ | ------ | ----- | ----- | ------ | ------ | ------- | ------ | ------ | ------ | ------ | ------ | ------ | ------ | ----- | ------ | ----- | ----- | ---- |
| 2020      | Dale Coyne Racing with Team Goh | Dallara DW12 | Honda     | TXS 23 | IMS 19 | ROA 3 | ROA 7 | IOW 11 | IOW 14 | INDY 28 | GTW 15 | GTW 12 | MDO 12 | MDO 23 | IMS 17 | IMS 9  | STP 13 |       |        |       | 16    | 238  |
| 2021      | Chip Ganassi Racing             | Dallara DW12 | Honda     | ALA 1  | STP 17 | TXS 4 | TXS 7 | IMS 3  | INDY 2 | DET 15  | DET 3  | ROA 1  | MDO 3  | NSH 7  | IMS 27 | GTW 20 | POR 1  | LAG 2 | LBH 4  |       | 1     | 549  |
| 2022      | Chip Ganassi Racing             | Dallara DW12 | Honda     | STP 2  | TXS 7  | LBH 3 | ALA 2 | IMS 18 | INDY 9 | DET 6   | ROA 27 | MDO 2  | TOR 6  | IOW 6  | IOW 13 | IMS 10 | NSH 3  | GTW 9 | POR 12 | LAG 1 | 5     | 510  |
| 2023      | Chip Ganassi Racing             | Dallara DW12 | Honda     | STP 8  | TXS 3  | LBH 5 | ALA 5 | IMS 1  | INDY 4 | DET 1   | ROA 1  | MDO 1  | TOR 2  | IOW 8  | IOW 3  | NSH 3  | IMS 7  | GTW 7 | POR 1  | LAG 3 | 1     | 656  |
| Источник: |                                 |              |           |        |        |       |       |        |        |         |        |        |        |        |        |        |        |       |        |       |       |      |

### 500 миль Индианаполиса
| Год  | Команда                         | Шасси         | Двигатель | Старт | Финиш |
| ---- | ------------------------------- | ------------- | --------- | ----- | ----- |
| 2020 | Dale Coyne Racing with Team Goh | Dallara DW 12 | Honda     | 7     | 28    |
| 2021 | Chip Ganassi Racing             | Dallara DW 12 | Honda     | 6     | 2     |
| 2022 | Chip Ganassi Racing             | Dallara DW 12 | Honda     | 2     | 9     |
| 2023 | Chip Ganassi Racing             | Dallara DW 12 | Honda     | 1     | 4     |